# Joseph Strauss
Joseph Baermann Strauss (Cincinnati, 9 de janeiro de 1870 — Los Angeles, 16 de maio de 1938) foi um engenheiro e designer americano de origem alemã.

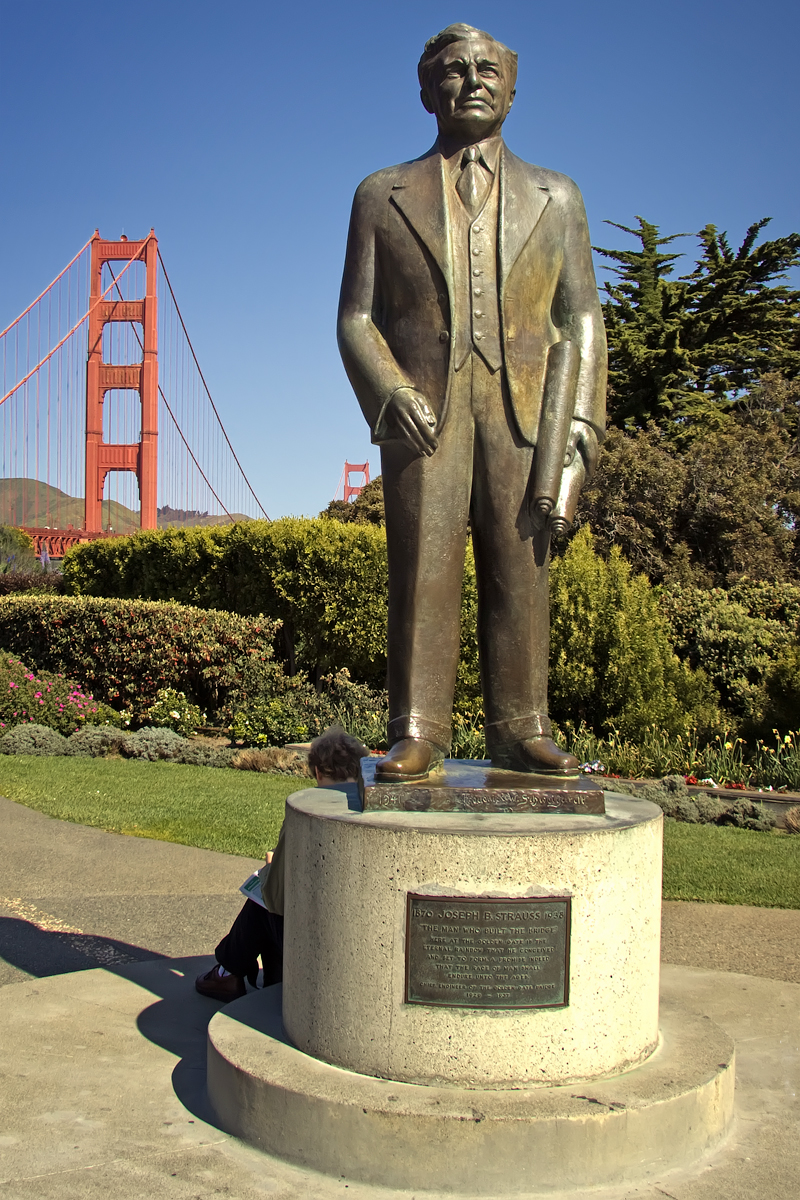
Memorial Joseph Strauss, em São Francisco

## Vida, começo e morte
Ele nasceu em Cincinnati, Ohio, em uma família artística de ascendência judaica alemã, tendo uma mãe que era pianista e um pai, Raphael Strauss, que era escritor e pintor. Ele se formou na Universidade de Cincinnati em 1892. Ele serviu como poeta e presidente da classe. Strauss se formou em engenharia civil.
Joseph Strauss tinha muitos hobbies. Um deles incluía poesia. Após a conclusão da Ponte Golden Gate, ele retornou à sua paixão pela poesia e escreveu seu poema mais conhecido "The Mighty Task is Done". Ele também escreveu "The Redwoods", e sua "Sequoia" ainda pode ser comprada por turistas que visitam as redwoods da Califórnia.
Ele morreu em Los Angeles, Califórnia, apenas um ano após a conclusão do Golden Gate. Sua estátua pode ser vista no lado de São Francisco da ponte. Ele está enterrado no Forest Lawn Memorial Park (Glendale) em The Great Mausoleum, Sanctuary of Meditation, Cripta 6 281.

## Projetos de ponte
Strauss foi o projetista da Ponte Burnside (1926) em Portland, Oregon e da Ponte Lewis e Clark (1930) sobre o rio Columbia entre Longview, Washington, e Rainier, Oregon. Strauss também trabalhou com a Dominion Bridge Company na construção da Cherry Street Strauss Trunnion Bascule Bridge em Toronto, Ontário. em 1912, ele projetou a ponte basculante da HB&T Railway sobre Buffalo Bayou em Houston, Texas . Seu design também foi exportado para Noruega, para a Ponte Skansen.

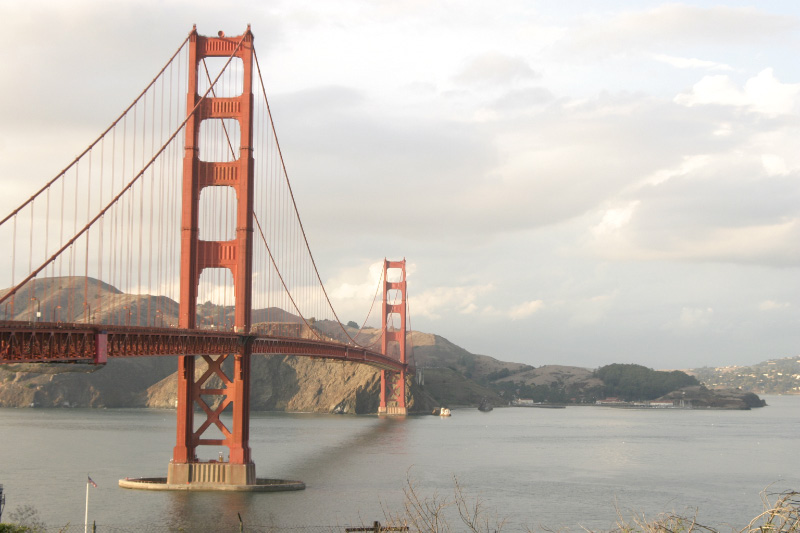
Ponte Golden Gate

### Ponte Golden Gate
Como engenheiro-chefe da Ponte Golden Gate em São Francisco, Califórnia, Strauss superou muitos problemas. Ele precisava encontrar financiamento e apoio para a ponte com os cidadãos e os militares dos EUA. Também houve inovações na forma como a ponte foi construída. Tinha que abranger uma das maiores distâncias já alcançadas, atingir alturas que não haviam sido vistas em uma ponte e resistir às forças do oceano. Ele colocou um tijolo do demolido McMicken Hall em sua alma mater, a Universidade de Cincinnati, no ancoradouro sul antes do concreto ser despejado.
Strauss estava preocupado com a segurança de seus trabalhadores. Ele exigiu que uma rede fosse instalada sob a ponte Golden Gate durante a construção. Essa rede salvou um total de 19 vidas. 
Strauss é creditado como o engenheiro-chefe da Ponte Golden Gate, mas Charles Alton Ellis é responsável pela maior parte do projeto estrutural. Por causa de uma disputa com Strauss, no entanto, Ellis não foi reconhecido por seu trabalho quando a ponte foi inaugurada em 1937. Uma placa em homenagem a Ellis foi instalada na torre sul em 2012, para reconhecer suas contribuições.